# Robert Buchet
Pour les articles homonymes, voir Buchet.
Robert Buchet, dit Bubu, né le 18 mai 1922 à La Trimouille (Vienne) et mort dans un accident de la circulation le 7 décembre 1974 près de Poitiers, est un pilote automobile français. Il était l'une des figures les plus pittoresques du sport automobile.

## Biographie
Il connaît ses premières victoires en 1956, remportant successivement le Rallye des Routes du Nord, la Coupe des Alpes (ex æquo), et le rallye d'Armagnac, avec Claude Storez pour copilote, sur Porsche 356, ainsi que Liège-Rome-Liège avec ce dernier en 1957. Il récidive dans cette dernière course avec Paul Ernst Strähle en 1959, sur Porsche 356B Abarth GTL (Jacques Féret étant l'autre vainqueur de catégorie). Seront également inscrits à son palmarès les rallyes de Bordeaux, du Limousin (1959 et 1961, sur Porsche), de l'Ouest, de Cognac, et de La Baule.
De 1961 à 1968, il participe six fois aux 24 Heures du Mans: en 1964, sur Porsche 904, il remporte avec Guy Ligier la catégorie GT de moins de 2 litres des 24 Heures, puis termine la même année troisième du Tour de France automobile (catégorie GT), en compagnie de l'Allemand Herbert Linge. Il remporte deux fois de suite le Rallye d'Automne, en 1965 et 1966, sur Porsche 904 GTS, puis 911, ainsi que le Rallye de l'A.C.O. (ou rallye de l'Ouest) en Grand Tourisme en 1965.
Il devient Champion de France des circuits en 1967, toujours sur Porsche.
Concessionnaire Porsche à Poitiers, il a couru sur les modèles 356, 904, 906, 907, 910 et 911 de la marque, diversement déclinés tout au long de sa carrière.
Lorsqu'il prend finalement sa retraite de pilote en 1969 après un accident au Critérium de Touraine, il devient alors préparateur Porsche et remporte encore de nombreux succès nationaux et européens avec pour pilotes Claude Ballot-Léna et Bob Wollek.
Jacques Bienvenue, Vic Elford, Cyril Grandet et Jacques Hoden feront également les beaux jours de l'écurie Robert Buchet.
Il repose au cimetière de Buxerolles.

## Principales victoires[4]
| Saison | Rallye                         | Copilote           | Voiture                   |
| ------ | ------------------------------ | ------------------ | ------------------------- |
| 1956   | Rallye des Routes du Nord      | Claude Storez      | Porsche 356               |
| 1957   | Liège-Rome-Liège               | Claude Storez      | Porsche Carrera Speedster |
| 1958   | Critérium Neige et Glace       | Claude Storez      | Porsche Carrera Speedster |
| 1959   | Rallye du Limousin             | Bouillaud          | Porsche Carrera           |
| 1959   | Liège-Rome-Liège               | Paul Ernst Strähle | Porsche Carrera           |
| 1961   | Rallye du Limousin             | Villain            | Porsche Carrera           |
| 1962   | Rallye des Routes du Nord      | Stanislas Motte    | Porsche Carrera           |
| 1965   | Rallye de l'Ouest              | Eduardo Valadas    | Porsche 904 GTS           |
| 1965   | Rallye du Limousin             | Eduardo Valadas    | Porsche 904 GTS           |
| 1966   | Rallye des Routes du Nord (GT) | Jacques Ferrand    | Porsche 904 GTS           |